# Prosopocera haemorrhoidalis
Prosopocera haemorrhoidalis är en skalbaggsart som först beskrevs av Aurivillius 1911.  Prosopocera haemorrhoidalis ingår i släktet Prosopocera och familjen långhorningar. Inga underarter finns listade i Catalogue of Life.